# Джон Вейнрайт
Джон Вільям Вейнрайт (англ. John William Wainwright; 25 лютого 1921 — 19 вересня 1995) — англійський кримінальний романіст, автор 83 книг, чотири з яких опубліковані під псевдонімом Джек Ріплі. Він також написав кілька оповідань (здебільшого не зібраних у форматі книги), сім радіоп'єс і невизначену кількість журнальних статей і газетних колонок.

## Біографія
Вейнрайт народився в Ганслеті, районі центральної частини південного Лідса, у 1921 році. Він залишив школу в п'ятнадцять років і служив стрілком у тилу в бомбардувальниках Ланкастер під час Другої світової війни. У 1947 році він приєднався до поліції Вест-Рідингу як констебль. Працюючи поліцейським, він повернувся до навчання у вільний час — здобувши ступінь юриста в 1956 році — і в 1965 році він спробував написати кримінальний роман, який був прийнятий Джорджем Хардінгом, редактором Collins Crime Club, і опублікований під назвою «Смерть у сплячому місті». У 1966 році Уейнрайт залишив службу і став повноцінним романістом. У 1968 році Хардінг став старшим редактором у видавництві Macmillan Publishers, уклавши контракт з Вейнрайтом.
Вейнрайт помер у Блекпулі в 1995 році, через кілька місяців після публікації свого останнього роману «Життя та часи Крістмаса Калверта… Вбивці».